# Спокойненское сельское поселение
Спокойненское сельское поселение — муниципальное образование в составе Отрадненского района Краснодарского края России.
В рамках административно-территориального устройства Краснодарского края ему соответствует Спокойненский сельский округ.
Административный центр — станица Спокойная.

## География
Площадь поселения — 137,85 км².

## Население
| 2010  | 2012  | 2013  | 2014  | 2015  | 2016  | 2017  |
| ----- | ----- | ----- | ----- | ----- | ----- | ----- |
| 5800  | ↘5747 | ↗5748 | ↘5685 | ↗5735 | ↘5698 | ↗5732 |
| 2018  | 2019  | 2020  | 2021  | 2023  |       |       |
| ↗5772 | ↗5791 | ↗5853 | ↗5874 | ↘5844 |       |       |

## Населённые пункты
В состав сельского поселения (сельского округа) входят 2 населённых пункта:
| № | Населённый пункт  | Тип населённого пункта | Население (чел.) |
| - | ----------------- | ---------------------- | ---------------- |
| 1 | Спокойная         | станица                | ↗5499            |
| 2 | Отрадо-Тенгинский | посёлок                | ↗375             |